# Helmut Rauca
Helmut Albert Rauca (Falkenstein, 3 novembre 1908 – Kassel, 29 ottobre 1983) è stato un militare tedesco con cittadinanza canadese, responsabile dell'Olocausto e determinante nell'assassinio di oltre 10.000 ebrei del ghetto di Kaunas, in Lituania durante la seconda guerra mondiale.

## Biografia
Nacque a Falkenstein, figlio di Albert e di Alma (nata Wolf). Iniziò come apprendista in una fabbrica tessile di Plauen e si unì al Partito Nazista due anni prima dell'ascesa al potere di Hitler. Entrò in polizia nel 1928 prestando servizio nell'Ordnungspolizei; nel 1935 si trasferì nella divisione investigativa Kriminalpolizei ed entrò a far parte delle SS, tessera nº 290.335.
Arrivò a Kaunas il 3 luglio 1941 durante l'operazione Barbarossa, fu un membro dell'Einsatzgruppe A con il grado di Hauptscharführer (sergente maggiore). Come specialista degli affari ebraici della Gestapo, Rauca fu responsabile della selezione di circa un terzo dei detenuti del ghetto, inclusi uomini, donne e bambini, da uccidere durante la Große Aktion nota come il massacro di Kaunas del 29 ottobre 1941 perpetrato al Nono forte, alla periferia di Kaunas. 
Dopo la guerra, Rauca emigrò legalmente in Canada, arrivò il 13 dicembre 1950 a Saint John a bordo della nave canadese Beaverbrae da Bremerhaven. Mentì ai funzionari canadesi sulla sua reale presenza a Kovno, posticipandola di sei mesi rispetto alla realtà dei fatti. Non cambiò il suo nome, ma scambiò i suoi nomi di battesimo da Helmut Albert in Albert Helmut, cosa che fu sufficiente ad impedire il riconoscimento per i successivi trent'anni. Diventò cittadino canadese nel 1956 e intraprese una carriera imprenditoriale di successo.
La polizia tedesca lo stava cercando già dal 1961 ma il mandato tedesco per il suo arresto fu emesso più di vent'anni dopo, il 16 luglio 1982. All'età di settantatré anni, fu accusato dalle autorità canadesi di favoreggiamento nell'omicidio di 10.500 persone quarantatré anni prima, a Kaunas. La Germania chiese l'estradizione dal Canada con l'accusa di aver mandato a morte 11.584 persone nel periodo compreso tra il 18 agosto 1941 e il 25 dicembre 1943: il mandato elencò diversi crimini di guerra tra cui l'omicidio di 534 ebrei del ghetto, perpetrato nella fortezza di Kaunas.
Nel maggio 1983, Rauca presentò ulteriori ricorsi contro la sua estradizione, il 20 maggio 1983 volò a Francoforte, morì di cancro il 29 ottobre 1983 durante la detenzione, in attesa del processo.